# Besnate
Besnate es un municipio de 4.820 habitantes de la provincia de Varese.

## Evolución demográfica
| Gráfica de evolución demográfica de Besnate entre 1861 y 2001 |
|                                                               |
| Fuente ISTAT - elaboración gráfica de Wikipedia               |

- Datos: Q39361
- Multimedia: Besnate / Q39361

1. ↑  Worldpostalcodes.org, código postal n.º 21010.
2. ↑  «Codici Catastali». Comuni-italiani.it (en italiano). Consultado el 29 de abril de 2017.